# Curtain Call 2
"Curtain Call 2" é o segundo álbum de maiores sucessos do rapper estadunidense Eminem, lançado em 5 de agosto de 2022, pelas gravadoras Aftermath Entertainment, Shady Records e Interscope Records. Lançado como disco duplo, é um sucessor de seu álbum anterior de grandes sucessos, Curtain Call: The Hits, que foi lançado em 2005. A coletânea cobre os anos mais recentes da carreira de Eminem, desde seu retorno à música de seu hiato, a partir do lançamento de Relapse em 2009. O álbum também inclui três novas músicas, "The King and I" com CeeLo Green (apresentada na trilha sonorado filme Elvis ), "From the D 2 the LBC" com Snoop Dogg e "Is This Love ('09)" com 50 Cent.

## Antecedentes e promoção
Curtain Call 2 foi sugerido pela primeira vez por Eminem em um tweet, que promovia o single "From the D 2 the LBC" em 24 de junho de 2022, no qual ele incluiu uma hashtag com o nome do álbum. Eminem anunciou oficialmente o álbum e sua data de lançamento através das redes sociais em 11 de julho. Em 19 de julho, o álbum foi disponibilizado para pré-venda através do site de Eminem, juntamente com vários pacotes de merchandising e vinil de edição limitada. Em 2 de agosto, a lista de faixas do álbum foi revelada.

## Arte da capa
Em 11 de julho de 2022, Eminem revelou a arte da capa do álbum no Twitter. A arte emula a arte clássica de máquinas de pinball backglass e contém muitos easter eggs, bem como referências aos seus álbuns anteriores. Algumas das referências incluem um jato de caça de Kamikaze e a casa de infância de Eminem de The Marshall Mathers LP 2, e Eminem em um cemitério segurando uma pá de Music to Be Murdered By. A arte também parece ser uma paródia visual da arte do álbum Floored, da banda estadunidense Sugar Ray.

## Performance comercial
Nos Estados Unidos, Curtain Call 2 estreou em sexto lugar na Billboard 200, ganhando 43.000 unidades equivalentes a álbuns em sua primeira semana. Curtain Call 2 foi o álbum mais vendido da semana em vendas puras, com 18.000 cópias vendidas. Ele também estreou no número três no UK Albums Chart. O álbum movimentou um total de 700.000 unidades equivalentes a álbuns em 26 de outubro de 2022, incluindo 32.900 vendas de álbuns puros, 132.100 vendas de músicas, 830 milhões de streams de áudio sob demanda e 130 milhões de streams de vídeo sob demanda de acordo com o HitsDailyDouble. O álbum finalizou 2022 como o vigésimo nono álbum mais vendido do ano, com um total de 827,000 unidades equivalentes a álbuns no Estados Unidos.

## Faixas
| Disco 1        |                                                                                   |                                  |         |  |
| N.º            | Título                                                                            | Lançamento original              | Duração |  |
| 1.             | "Godzilla" (com a participação especial de Juice WRLD)                            | Music to Be Murdered By          | 3:30    |  |
| 2.             | "Lucky You" (com a participação especial de Joyner Lucas)                         | Kamikaze                         | 4:04    |  |
| 3.             | "Lighters" (Bad Meets Evil com a participação especial de Bruno Mars)             | Hell: The Sequel                 | 5:03    |  |
| 4.             | "Gnat"                                                                            | Music to Be Murdered By - Side B | 3:44    |  |
| 5.             | "Cinderella Man"                                                                  | Recovery                         | 4:39    |  |
| 6.             | "Walk on Water (Curtain Call 2 Version)" (com a participação especial de Beyoncé) | Revival                          | 5:04    |  |
| 7.             | "Rap God"                                                                         | The Marshall Mathers LP 2        | 6:03    |  |
| 8.             | "Love the Way You Lie" (com a participação especial de Rihanna)                   | Recovery                         | 4:23    |  |
| 9.             | "Won't Back Down" (com a participação especial de Pink)                           | Recovery                         | 4:25    |  |
| 10.            | "Higher"                                                                          | Music to Be Murdered By - Side B | 3:42    |  |
| 11.            | "Berzerk"                                                                         | The Marshall Mathers LP 2        | 3:58    |  |
| 12.            | "Not Afraid"                                                                      | Recovery                         | 4:10    |  |
| 13.            | "From the D 2 the LBC" (com a participação especial de Snoop Dogg)                | Inédita                          | 3:35    |  |
| 14.            | "Nowhere Fast" (com a participação especial de Kehlani)                           | Revival                          | 4:24    |  |
| 15.            | "Fall"                                                                            | Kamikaze                         | 4:22    |  |
| 16.            | "Phenomenal"                                                                      | Southpaw                         | 4:42    |  |
| 17.            | "Fast Lane" (Bad Meets Evil)                                                      | Hell: The Sequel                 | 4:09    |  |
| 18.            | "You're Never Over"                                                               | Recovery                         | 5:05    |  |
| Duração total: | Duração total:                                                                    | Duração total:                   | 79:02   |  |

| Disco 2        |                                                                     |                           |         |  |
| N.º            | Título                                                              | Lançamento original       | Duração |  |
| 1.             | "3 a.m."                                                            | Relapse                   | 5:19    |  |
| 2.             | "Space Bound"                                                       | Recovery                  | 4:38    |  |
| 3.             | "Beautiful"                                                         | Relapse                   | 6:32    |  |
| 4.             | "The Monster" (com a participação especial de Rihanna)              | The Marshall Mathers LP 2 | 4:10    |  |
| 5.             | "Venom"                                                             | Kamikaze                  | 4:29    |  |
| 6.             | "Crack a Bottle" (com a participação especial de Dr. Dre e 50 Cent) | Relapse                   | 4:57    |  |
| 7.             | "Is This Love ('09)" (com a participação especial de 50 Cent)       | Inédita                   | 3:32    |  |
| 8.             | "River" (com a participação especial de Ed Sheeran)                 | Revival                   | 3:41    |  |
| 9.             | "Survival"                                                          | The Marshall Mathers LP 2 | 4:32    |  |
| 10.            | "Best Friend" (Yelawolf com a participação especial de Eminem)      | Love Story                | 5:14    |  |
| 11.            | "Darkness"                                                          | Music to Be Murdered By   | 5:37    |  |
| 12.            | "Kings Never Die" (com a participação especial de Gwen Stefani)     | Southpaw                  | 4:56    |  |
| 13.            | "No Love" (com a participação especial de Lil Wayne)                | Recovery                  | 5:00    |  |
| 14.            | "Headlights" (com a participação especial de Nate Ruess)            | The Marshall Mathers LP 2 | 5:43    |  |
| 15.            | "The King and I" (com a participação especial de CeeLo Green)       | Elvis                     | 3:14    |  |
| 16.            | "Farewell"                                                          | Music to Be Murdered By   | 4:07    |  |
| Duração total: | Duração total:                                                      | Duração total:            | 75:41   |  |

| Faixa bônus da edição digital |                           |                           |         |  |
| N.º                           | Título                    | Lançamento original       | Duração |  |
| 17.                           | "Rap God" (Mr. Cii Remix) | The Marshall Mathers LP 2 | 6:15    |  |
| Duração total:                | Duração total:            | Duração total:            | 81:56   |  |

| Edição em Vinil |                                                                                   |                                  |         |  |
| N.º             | Título                                                                            | Original release                 | Duração |  |
| 1.              | "Godzilla" (com a participação especial de Juice WRLD)                            | Music to Be Murdered By          | 3:30    |  |
| 2.              | "Crack a Bottle" (com a participação especial de Dr. Dre e 50 Cent)               | Relapse                          | 4:57    |  |
| 3.              | "Walk on Water (Curtain Call 2 Version)" (com a participação especial de Beyoncé) | Revival                          | 5:04    |  |
| 4.              | "Gnat"                                                                            | Music to Be Murdered By - Side B | 3:44    |  |
| 5.              | "Space Bound"                                                                     | Recovery                         | 4:38    |  |
| 6.              | "Love the Way You Lie" (com a participação especial de Rihanna)                   | Recovery                         | 4:23    |  |
| 7.              | "Rap God"                                                                         | The Marshall Mathers LP 2        | 6:03    |  |
| 8.              | "No Love" (com a participação especial de Lil Wayne)                              | Recovery                         | 5:00    |  |
| 9.              | "From the D 2 the LBC" (com a participação especial de Snoop Dogg)                | Inédita                          | 3:35    |  |
| 10.             | "River" (com a participação especial de Ed Sheeran)                               | Revival                          | 3:41    |  |
| 11.             | "Not Afraid"                                                                      | Recovery                         | 4:10    |  |
| 12.             | "Venom"                                                                           | Kamikaze                         | 4:29    |  |
| 13.             | "Lighters" (Bad Meets Evil com a participação especial de Bruno Mars)             | Hell: The Sequel                 | 5:03    |  |
| 14.             | "Survival"                                                                        | The Marshall Mathers LP 2        | 4:32    |  |
| 15.             | "Higher"                                                                          | Music to Be Murdered By - Side B | 3:42    |  |
| 16.             | "The Monster" (com a participação especial de Rihanna)                            | The Marshall Mathers LP 2        | 4:10    |  |
| 17.             | "Lucky You" (com a participação especial de Joyner Lucas)                         | Kamikaze                         | 4:04    |  |
| 18.             | "Is This Love ('09)" (com a participação especial de 50 Cent)                     | Inédita                          | 3:32    |  |
| 19.             | "Berzerk"                                                                         | The Marshall Mathers LP 2        | 3:58    |  |
| 20.             | "Beautiful"                                                                       | Relapse                          | 6:32    |  |
| Duração total:  | Duração total:                                                                    | Duração total:                   | 88:47   |  |

## Desempenho nas paradas musicais
| Paradas (2022)                          | Melhor posição |
| --------------------------------------- | -------------- |
| Alemanha (Offizielle Deutsche Charts)   | 9              |
| Austrália (ARIA)                        | 2              |
| Áustria (Ö3 Austria Top 40)             | 11             |
| Bélgica (Ultratop Flandres)             | 15             |
| Bélgica (Ultratop Valônia)              | 26             |
| Canadá (Billboard)                      | 3              |
| Escócia (Official Scottish Albums)      | 3              |
| Estados Unidos (Billboard 200)          | 6              |
| Estados Unidos (Top R&B/Hip Hop Albums) | 3              |
| França (SNEP)                           | 16             |
| Hungria (MAHASZ)                        | 38             |
| Irlanda (Official Irish Albums)         | 8              |
| Itália (FIMI)                           | 55             |
| Japão (Oricon Digital Albums)           | 26             |
| Japão (Billboard Japan Hot Albums)      | 97             |
| Nova Zelândia (RMNZ)                    | 5              |
| Noruega (VG-lista)                      | 21             |
| Países Baixos (Dutch Charts)            | 13             |
| Polónia (ZPAV)                          | 19             |
| Portugal (AFP)                          | 32             |
| Suíça (Schweizer Hitparade)             | 8              |
| Reino Unido (Official Albums Chart)     | 3              |
| Reino Unido (UK R&B Albums Chart)       | 1              |

| Paradas (2022)                                    | Posição |
| ------------------------------------------------- | ------- |
| Australia (ARIA Albums)                           | 66      |
| Estados Unidos Billboard 200                      | 178     |
| Estados Unidos Top R&B/Hip-Hop Albums (Billboard) | 59      |

## Certificações

### Certificações do álbum
| Estados Unidos (RIAA)                                                                                                | -       | 827,000º |
| Reino Unido (BPI) | Ouro    | 100,000‡ |
| Nova Zelândia (RMNZ)                                                                                                 | Platina | 15,000‡  |
| ‡ Números de vendas + streaming baseados apenas na certificação. ºnúmeros especificados independente da certificação |         |          |

## Histórico de lançamento
| País  | Data                | Formato                         | editora discográfica       | Referência |
| ----- | ------------------- | ------------------------------- | -------------------------- | ---------- |
| Mundo | 5 de agosto de 2022 | descarga digital fluxo de mídia | Shady Aftermath Interscope | [ 39 ]     |